# Monte Gariglione
Il Gariglione è un rilievo alto 1765 m s.l.m. È il più alto monte della Sila Piccola.

## Etimologia
Si ritiene che il toponimo "Gariglione" derivi dall'accrescitivo di "cariglio" o "gariglio", termine dialettale con cui si indica il cerro.

## Confini
Il Gariglione è posto sul lato orientale dell'altopiano silano, all'interno dei comuni: di  Taverna, Zagarise, Mesoraca e Petilia Policastro e separa la provincia di Catanzaro da quella di Crotone, tra il fiume Tacina a nord e il torrente Soleo, affluente del Tacina, a sud. Il Tacina, che nasce dal Timpone Morello, separa il monte Gariglione dal monte Scorciavuoi (1745 m s.l.m.). Il Soleo, che nasce nei piani di Tirivolo (comune di Zagarise, lo separa dal monte Femminamorta (1723 m s.l.m.) formando una stretta gola che, per il suo aspetto cupo e selvaggio, è detta "Manca del Diavolo". Il monte costituisce l'asse montano, sopra i 1.700 m, della Sila Piccola insieme ai già citati Femminamorta e Scorciavuoi. La cima del monte è posta nel territorio comunale di Taverna (CZ). L'area dove è posto, è documentata fin dal Medioevo. Nel 1224, con concessione imperiale, Federico II di Svevia affidava l'area di: Caput Tacina, Ciricilla, Gariglione, Pisarello all'Abbazia di Sant'Angelo de Frigillo di Mesoraca per il libero pascolo e l'estrazione della pece.

## Ambiente naturale

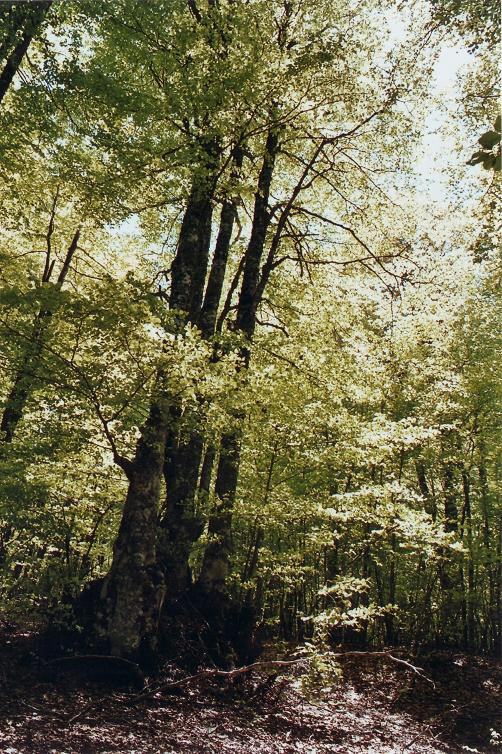
Foresta del Gariglione

Il Gariglione è coperto da una selva con alberi di alto fusto in cui predominano faggi abeti e pini larici. Lo scrittore inglese Norman Douglas, nel diario del suo viaggio in Calabria nel primo decennio del XX secolo, rimase colpito dalla selvaggia bellezza della foresta del Gariglione:
(Norman Douglas, Old Calabria, cap. XXVIII)
Per l'alto grado di naturalità il Gariglione è stato inserito nei siti del progetto Bioitaly, aree protette di interesse comunitario con codice SIC IT9330114. Il Gariglione, inserito nel Parco Nazionale della Sila, rappresentava il confine meridionale dello storico Parco Nazionale della Calabria.
L'interesse per la foresta del Gariglione aumentata di recente anche da parte del mondo scientifico in quanto pare che la varietà locale di Abies alba abbia proprietà che inducono maggiore resistenza alle piogge acide.
Dal monte prende il nome la Riserva naturale Gariglione - Pisarello.

## Galleria d'immagini

Grosso abete plurisecolare tagliato durante le utilizzazioni forestali della SO.FO.ME.
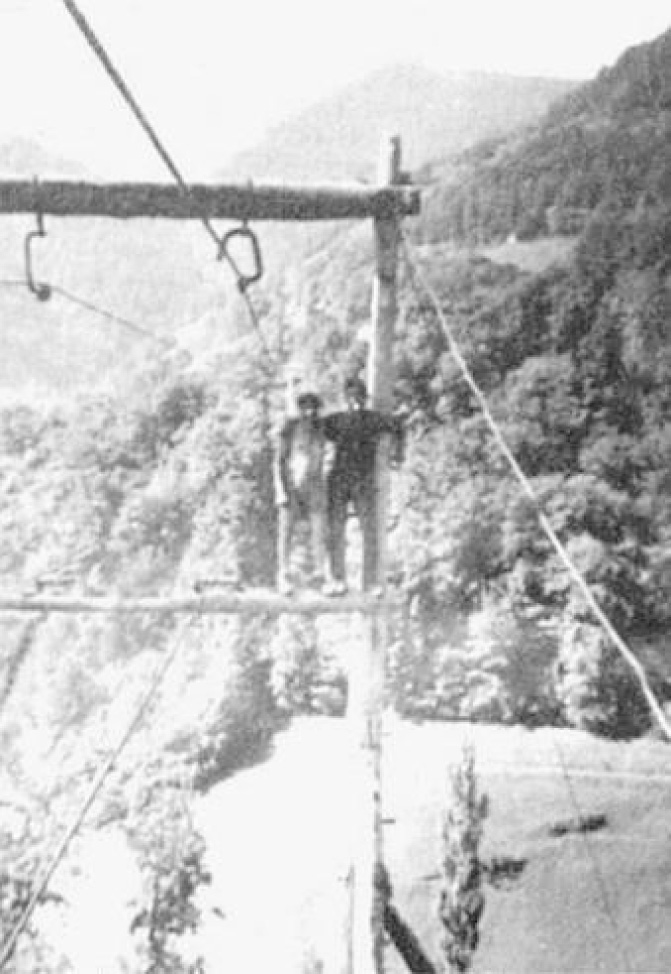
Teleferica del Gariglione
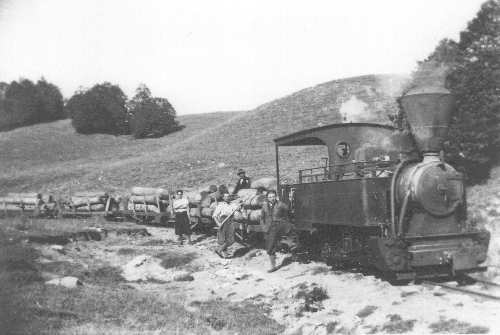
Treno a vapore sul Gariglione
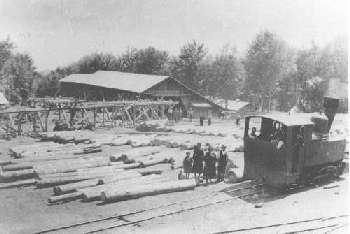
La stazione di partenza della teleferica di "Differenze". Nella foto è visibile anche la locomotiva della ferrovia decauville
Caserma della Forestale del Gariglione